# Ammotretis macrolepis
Ammotretis macrolepis är en fiskart som beskrevs av Mcculloch, 1914. Ammotretis macrolepis ingår i släktet Ammotretis och familjen flundrefiskar. Inga underarter finns listade i Catalogue of Life.